# Michel Gaillard (journaliste)
Pour les articles homonymes, voir Gaillard.
Michel Gaillard est un journaliste français, président et ancien directeur des publications du journal Le Canard enchaîné.
Il est le fils de l'écrivain Robert Gaillard.

## Biographie
Michel Gaillard suit des études de lettres modernes à la Sorbonne. Il obtient le certificat d'études littéraires générales.
Il intègre l'équipe de rédaction du Canard enchaîné en 1966. Membre du conseil d'administration du journal à partir de 1976, il en assure la direction pendant 31 ans (entre 1992 et 2023) en étant le PDG de la SAS Les éditions Maréchal-Le Canard enchaîné,.
Il cède la place de directeur des publications à Nicolas Brimo le 2 août 2017,.
En septembre 2022, Le Monde décrit un « conflit de générations » entre l'équipe de rédaction du Canard d'une part et le tandem de direction Nicolas Brino et Michel Gaillard d'autre part. Ceux ci, respectivement 72 et 78 ans, sont reconduits à leurs postes en juin 2022, la limite d'âge pour être PDG du Canard ayant disparu des statuts de l'entreprise en 2014.
En poste depuis 1992, Michel Gaillard quitte la présidence du Canard enchaîné en juillet 2023 et est remplacé par Nicolas Brimo. Jean-François Julliard, corédacteur en chef, devient le nouveau directeur général délégué et directeur de la publication.
L'affaire concernant les soupçons d'emploi fictif au Canard enchaîné est jugée par le tribunal correctionnel de Paris en juillet 2025. Michel Gaillard, Nicolas Brimo, sont cités  à comparaître pour « abus de biens sociaux » à des fins personnelles, déclaration frauduleuse pour obtenir une carte de presse, faux et usage de faux et déclaration frauduleuse à un organisme social. André Escaro ancien dessinateur et administrateur du Canard et son épouse sont poursuivis pour abus de bien sociaux pour l’un, recel d’abus de bien sociaux, escroquerie à un organisme social et fraude à la carte de presse pour l’autre,.
Le 28 février 2025, le conseil de prud'hommes de Paris condamne à titre personnel Michel Gaillard et Nicolas Brimo, respectivement ancien président et ancien directeur général du Canard enchaîné, pour discrimination syndicale à l'encontre de Christophe Nobili, délégué syndical SNJ-CGT,.